# Mateusz Kornecki
Mateusz Kornecki, född 5 juni 1994, är en polsk handbollsmålvakt. Han spelar för ThSV Eisenach och det polska landslaget.

## Meriter
- Polska mästerskapet 2020, 2021, 2022 och 2023 med Vive Kielce
- Polska cupen 2020 och 2021 med Vive Kielce